# Break a spell
「Break a spell」（ブレイク・ア・スペル）は、川田まみの14枚目のシングル。2014年2月26日にNBCユニバーサルから発売された。

## 概要
川田のシングルとしては前作「FIXED STAR」から1年ぶりのリリースとなる。販売形態は初回限定盤（GNCV-0034）と通常盤（GNCV-0035）の2種リリースで、初回限定盤には本曲のPV・メイキング・TV Spotを収録したDVDが同梱されている。
表題曲は、テレビアニメ『東京レイヴンズ』の後期エンディングテーマに起用された。アニメサイドから「ノリの良い曲」で制作するよう依頼されたため、曲調は8ビート主体のギターとシンセサイザーのサウンドが融合した前作「FIXED STAR」の延長線上的な疾走感のあるデジタルロックナンバーに仕上がっている。作曲はI'veのギタリストである尾崎武士が手掛けており、中沢伴行はアレンジ以外には参加しなかったという。
なお、尾崎がシングルA面曲の作曲を単独で手掛けるのは今作が初である。
タイトルの「Break a spell」は、直訳すると「魔法を解け」になるが、『東京レイヴンズ』は陰陽道などのいわゆる東洋系の魔術をテーマとした作品のため、一般的な意味での「魔法」とは少し異なるが、これはメインキャラクター達の家系の宿命から解き放たれて、「次の光に向かって進む」ことを願って付けられた。
歌詞は青臭さを表現するため、川田が自身と同アニメの主人公である土御門春虎をプロデュースするなど、いわゆる中二的な思考に基づいて作成したという。なお、前作までは制作に際して緊張感があったが、今作は制作自体楽しく思えたためリラックスできたという。
カップリング曲「remaining snow」は、タイトル通り「残雪」をテーマとした切ない曲で、札幌での作詞中に「雪」が降っていたことと発売日が2月26日のため、冬っぽさに春っぽさと「恋愛」を織り交ぜた内容で書いたという。一方、曲に関してはC.G mixに「ライブ中盤を意識した爽やかでノレる曲」を制作するよう依頼したため、歌謡曲風のダンスチューンに仕上がっている。

## 収録曲
1. Break a spell [4:08]
作詞：川田まみ／作曲：尾崎武士／編曲：尾崎武士、中沢伴行
テレビアニメ『東京レイヴンズ』後期エンディングテーマ
2. remaining snow [5:05]
作詞：川田まみ／作曲・編曲：C.G mix
3. Break a spell  -instrumental-
4. remaining snow -instrumental-

## チャート
| チャート（2014年）                                 | 最高位 |
| -------------------------------------------------- | ------ |
| オリコン                                           | 63     |
| Billboard JAPAN Hot Singles Sales                  | 64     |
| Billboard JAPAN Top Independent Albums and Singles | 25     |